# Gusztáv, a liftszerelő
A Gusztáv, a liftszerelő a Gusztáv című rajzfilmsorozat negyedik évadának tizedik része.

## Rövid tartalom
Gusztáv a hosszú nap után végre hazaér. A felvonó azonban nem működik. Mivel nem akar mindenért le és föl rohangálni a 10. emeletre, önellátásra és remete életre rendezkedik be. De valakinek a liftet meg kell szerelni…

## Zene
Az epizód zenéjét Deák Tamás (zeneszerző) szerezte, amit az Első Emelet felhasznált az Első Emelet 4 című albumon megjelent Csakazértis szerelem című dalban.

## Alkotók
- Rendezte: Baksa Edit, Ternovszky Béla
- Írta: Nepp József, Ternovszky Béla
- Dramaturg: Lehel Judit
- Zenéjét szerezte: Deák Tamás
- Operatőr: Kassai Klári
- Hangmérnök: Bársony Péter
- Vágó: Czipauer János
- Tervezte: Baksa Edit
- Háttér: Csík Márta
- Rajzolta: Ádám László, Závodszky Ferenc
- Színes technika: Kun Irén
- Gyártásvezető: Marsovszky Emőke
- Produkciós vezető: Gémes József

A Magyar Televízió megbízásából a Pannónia Filmstúdió készítette.